# Гроховиська (Нижньосілезьке воєводство)
Гроховиська (пол. Grochowiska) — село в Польщі, у гміні Зомбковиці-Шльонські Зомбковицького повіту Нижньосілезького воєводства.
Населення — 92 особи (2011).
У 1975-1998 роках село належало до Валбжиського воєводства.

## Демографія
Демографічна структура станом на 31 березня 2011 року:
|          | Загалом | Допрацездатний вік | Працездатний вік | Постпрацездатний вік |
| -------- | ------- | ------------------ | ---------------- | -------------------- |
| Чоловіки | 47      | 13                 | 31               | 3                    |
| Жінки    | 45      | 10                 | 24               | 11                   |
| Разом    | 92      | 23                 | 55               | 14                   |